# NGC 603
NGC 603 is een dubbelster alsook een driehoekig telescopisch asterisme in het sterrenbeeld Driehoek. Het hemelobject werd op 16 november 1850 ontdekt door Bindon Blood Stoney, een assistent van de Ierse astronoom William Parsons. NGC 603 bevindt zich, vanaf de Aarde gezien, dicht tegen de zuidelijke rand van het extragalactisch stelsel Messier 33.